# الحروب العثمانية في أوروبا
الحروب العثمانية في أوروبا هي سلسلة من الصراعات العسكرية بين الإمبراطورية العثمانية ودول أوروبية مختلفة، يعود تاريخها إلى العصور الوسطى المتأخرة واستمرت حتى أوائل القرن العشرين. بدأت النزاعات الأولى خلال الحروب البيزنطية العثمانية، والتي دارت في الأناضول خلال أواخر القرن الثالث عشر، ووصلت أوروبا في منتصف القرن الرابع عشر. تبعتها سلسلة من الحروب البلغارية العثمانية والحروب الصربية العثمانية التي اندلعت منذ منتصف القرن الرابع عشر. اتسمت معظم تلك الفترة بالتوسع العثماني في البلقان. توسعت الإمبراطورية العثمانية حتى وصل جنودها إلى أوروبا الوسطى خلال القرنين الخامس عشر والسادس عشر، وكانت التوسع العثماني داخل الأراضي الأوروبية في ذروته خلال تلك الفترة.
استمرت الحروب بين الإمبراطورية العثمانية والبندقية لأربعة قرون، وبدأت عام 1423 واستمرت حتى عام 1718. شهدت تلك الفترة سقوط نيغروبونت عام 1470 وسقوط فاماغوستا (قبرص) عام 1571، ثم هزيمة الأسطول العثماني في معركة ليبانت عام 1571 (كانت حينها أضخم معركة بحرية في التاريخ) وسقوط كانديا (كريت) عام 1669، ثم إعادة الفتح البندقي لموريا (بيلوبونيز) في ثمانينيات القرن السابع عشر، ثم سقوطها مجددًا في أيدي العثمانيين عام 1715. ظلّت جزيرة كورفو تحت حكم البندقية، وكانت الجزيرة الإغريقية الوحيدة التي لم يفتحها العثمانيون.
في أواخر القرن السابع عشر، بدأت القوى الأوروبية التحالف مع بعضها ضد العثمانيين، وشكلت الحلف المقدس، فاستعادت خلال الحرب التركية العظمى (1683–1699) عددًا من الممتلكات والأراضي التي فتحها العثمانيون. بصرف النظر عن ذلك، استطاعت الجيوش العثمانية الصمود أمام خصومها الأوروبيين في النصف الثاني من القرن الثامن عشر. في القرن التاسع عشر، واجه العثمانيون تمردات وثورات في صربيا (1804–1817) واليونان (1821–1832) اللتين خضعتا للحكم العثماني. اندلعت أعمال التمرد تلك بالتزامن مع الحروب الروسية التركية، ما أدى إلى زيادة عدم الاستقرار في الإمبراطورية. كان الانسحاب للأخير للعثمانيين من أوروبا خلال حرب البلقان الأولى (1912–1913)، وتبعها توقيع معاهدة سيفر في نهاية الحرب العالمية الأولى.

## صعود العثمانيين (1299–1453)

### الإمبراطورية البيزنطية
بعدما أوقع العثمانيون ضربة كبيرة بالإمبراطورية البيزنطية الضعيفة عام 1356 (أو 1358، فهناك جدل حول التاريخ الصحيح بسبب تغير التقويم البيزنطي) والتي أكسبت العثمانيين شبه جزيرة غاليبولي، التي شكلت بدورها قاعدة للعمليات العسكرية اللاحقة في أوروبا، بدأت الإمبراطورية العثمانية التوسع غربًا نحو القارة الأوروبية في منتصف القرن الرابع عشر.
سقطت القسطنطينية عام 1453 بعد معركة فارنا (1444) ومعركة كوسوفو الثانية (1448).
أما المدن الإغريقية الأخرى، فسقطت في عام 1461 بأيدي العثمانيين (ديسبوتية المورة وإمبراطورية طرابزون).

### الإمبراطورية البلغارية
في النصف الثاني من القرن الرابع عشر، استكملت الإمبراطورية العثمانية تقدمها شمال وغرب البلقان، فأخضعت تراقيا بأكملها والكثير من أجزاء مقدونيا عقب معركة ماريتسا عام 1371، وسقطت صوفيا عام 1382، تبعها سقوط عاصمة الإمبراطورية البلغارية الثانية، تارنوفغراد، عام 1393، وبقايا الإمبراطورية في الشمال الغربي، والتي سقطت بأكملها عقب معركة نيقوبوليس عام 1396.

### الإمبراطورية الصربية
كانت الإمبراطورية الصربية الفتية خصمًا قويًا للعثمانيين، لكنها ضعفت عقب سلسلة من الحملات، أبرزها معركة كوسوفو عام 1389، والتي قُتل خلالها قادة الجيشين الصربي والعثماني، وحازت على اهتمام كبير ودور رئيس في الفلكلور الصربي باعتبارها معركة ملحمية وبداية نهاية صربيا في العصور الوسطى. وقع جزء كبير من صربيا بأيدي العثمانيين عام 1459، وتمكنت مملكة المجر من استعادة بعض الأجزاء عام 1480، لكنها سقطت مجددًا بحلول عام 1499. قُسمت أراضي الإمبراطورية الصربية بين الإمبراطورية العثمانية وجمهورية البندقية ومملكة المجر، أما الأراضي الباقية فأصبحت تابعة للمجر حتى فتحها مجددًا.

## النمو (1453–1683)
أدت هزيمة العثمانيين في حصار بلغراد عام 1456 إلى توقف التوسع العثماني نحو أوروبا الكاثوليكية لـ 70 عامًا، باستثناء عام واحد (1480–1481) استولى فيه العثمانيون على ميناء أوترانتو الإيطالي، وفي عام 1493 عندما فتح الجيش العثماني كرواتيا ودوقية ستيريا.

### الحروب في ألبانيا وإيطاليا
فتح العثمانيون معظم أراضي ألبانيا عام 1385 في معركة سافرا. وفي عام 1444، تمكنت عصبة ليجه من استعادة جزء من ألبانيا لمدة مؤقتة، حتى تمكن العثمانيون من فتح جميع ألبانيا بعدما استولوا على شقودرة عام 1479 ودُريس (أو دراس بالعربية) عام 1501.
واجه العثمانيون مقاومة شرسة من الألبانيين الذين التفوا حول زعيمهم جورج كاستريوت (أو إسكندر بك)، وهو ابن إقطاعي نبيل، ونجحوا في صد الهجمات العثمانية لأكثر من 25 عامًا، والتي انتهت أخيرًا بحصار شقودرة بين عامي 1478 و1479. يُقال أن المقاومة الألبانية نجحت في إيقاف تقدم العثمانيين نحو الخاصرة الشرقية للحضارة الغربية، فأنقذ الألبان شبه الجزيرة الإيطالية من الفتح العثماني. بعد مرور أقل من سنتين على انهيار المقاومة الألبانية، أطلق السلطان محمد الفاتح الحملة الإيطالية، لكنها فشلت بسبب استعادة المسيحيين أوترانتو ووفاة السلطان عام 1481.

### فتح البوسنة
وصلت الإمبراطورية العثمانية إلى البوسنة عام 1388 عندما هُزم الجيش العثماني على يد القوات البوسنية في معركة بيلكة واضطر العثمانيون إلى الانسحاب. عقب سقوط صربيا عام 1389 إثر معركة كوسوفو، والتي شارك البوسنيون فيها تحت قيادة النبيل البوسني والدوق فلاتكو فوكوفيتش، شنّ العثمانيون هجمات مختلفة ضد مملكة البوسنة. دافع البوسنيون عن أنفسهم لكن النصر لم يكن حليفهم. قاوم البوسنيون بشدة في قلعة يايتسي الملكية التي حاصرها العثمانيون، حيث حاول آخر ملك بوسني، وهو ستيفان توماسيفيتش، ردع القوات التركية. غتح الجيش العثماني يايتسي بعد مرور بضعة أشهر في عام 1463، وأعدم آخر ملك بوسني منهياً بذلك مملكة البوسنة في العصور الوسطى.
احتفظ آل كوساتشا بالهرسك حتى عام 1482.

### كرواتيا
بعد أن فتح العثمانيون مملكة البوسنة عام 1463، أصبحت الأجزاء الجنوبية والوسطى من مملكة كرواتيا عرضة لخطر العثمانيين وغير محمية بالشكل الكافي، وتُرك الدفاع عنها للنبلاء الكرواتيين الذين احتفظوا بمجموعات صغيرة من الجنود في المناطق الحدودية المحصنة، وتحملوا النفقات بأنفسهم. وصل العثمانيون في المقابل إلى نهر نيريتفا، وبما أنهم فتحوا الهرسك عام 1482، فتجاوزوا بذلك كرواتيا، وتجنبوا بمهارة البلدات الحدودية المحصنة. صعق انتصار العثمانيين الحاسم في معركة كربافا جميع الكرواتيين. لكن ذلك لم يمنع الكروات من محاولة الصمود والدفاع عن أنفسهم ضد هجمات القوات العثمانية المتفوقة. بعد نحو 200 سنة من المقاومة الكرواتية للإمبراطورية العثمانية، جاءت معركة سيساك لتعلن عن انتهاء الحكم العثماني ونهاية الحرب الكرواتية العثمانية التي دامت مئات السنوات. طارد جيش نائب الملك فلول الجيش العثماني الهارب في بيترينيا عام 1595، واختتم بذلك النصر على العثمانيين.

### فتح الأجزاء الوسطى من مملكة المجر
أحاط خطر الإمبراطورية العثمانية بمملكة المجر أيضًا، والتي كانت حدودها ممتدة من كرواتيا في الغرب وحتى ترانسلفانيا في الشرق. بالإمكان تفسير تدهور المملكة عقب سقوط سلالة أرباد الحاكمة واستبدالها بملوك من آل أنجو الكابيتيين وسلالة ياغيلون. عقب سلسلة من الحروب غير الحاسمة، امتدت لنحو 176 سنة، انهارت مملكة المجر في معركة موهاج عام 1526، وفُتحت أراضي المجر وخضعت لسيادة العثمانيين عقب تلك المعركة. دُعيت فترة التواجد العثماني في المجر بـ 150 سنة من الحكم العثماني، واستمر العثمانيون في المجر حتى أواخر القرن السابع عشر، لكن أجزاءً من مملكة المجر ظلت بأيدي العثمانيين منذ عام 1421 وحتى عام 1718.

## وصلات خارجية
- Ottoman Empire in the First World War